# Geophis ruthveni
Geophis ruthveni là một loài rắn trong họ Rắn nước. Loài này được Werner mô tả khoa học đầu tiên năm 1925.